# ملعب سوانغارد
ملعب سوانغارد هو ملعب متعدد الاستخدام يقع في مدينة بورنبي الكندية . غالبا ما يتم استخدامه لمباريات كرة القدم . يسع الملعب لجلوس 5,288 متفرج . تم افتتاح الملعب في سنة 1969 .